# Agence spatiale de la Nouvelle-Zélande
L'Agence spatiale de la Nouvelle-Zélande est l'agence gouvernementale chargée des activités spatiales de la Nouvelle-Zélande. Elle est chargée de définir la politique spatiale du pays dans le but d'accroitre la productivité et la croissance économique du pays. Cette structure est rattachée au Ministère de l'Économie, de l'Innovation et de l'Emploi (en). L'agence a été créée en 2016 dans un contexte où la société néo-zélandaise Rocket Lab commence à jouer un rôle important sur le marché des lancements spatiaux.